# 暖岛
暖岛是中国大陆一家提供设计师产品折扣闪购的B2C购物网站，于2011年12月由美籍华人郭哲琳在北京创建，大部分销售产品均来自中国本土设计师品牌。2013年9月起，暖岛网重新调整团队架构，兄弟公司街旁营销部副总裁李悠接替原联合创始人的职务，带领暖岛网从技术层面到商品种类全面优化原创设计品的消费体验，服务年轻族群。